# Vallemaio
Vallemaio es una localidad italiana de la provincia de Frosinone, región de Lazio, con 1.001 habitantes.

## Evolución demográfica
| Gráfica de evolución demográfica de Vallemaio entre 1861 y 2001 |
|                                                                 |
| Fuente ISTAT - elaboración gráfica de Wikipedia                 |